# Юдичи
Ю́дичи (бел. Ю́дзічы) — деревня в Довском сельсовете Рогачёвского района Гомельской области Беларуси.

## География

### Расположение
В 26 км на северо-восток от районного центра и железнодорожной станции Рогачёв (на линии Могилёв — Жлобин), 92 км от Гомеля.
На юге и севере граничит с лесом.

## Транспортная сеть
Транспортные связи по просёлочной, затем автомобильной дороге Рогачёв — Довск. Планировка состоит из 2 прямолинейных, параллельных между собой улиц меридиональной ориентации. Застройка двусторонняя, деревянная, усадебного типа.

## История
Обнаруженные археологами курганный могильник X—XI веков (62 насыпи, в 0,5 км на юг от деревни), курганный могильник (40 насыпей, в 0,5 км на юго-восток) и поселение эпохи Киевской Руси (в 0,5 км на юго-восток от деревни) свидетельствуют о заселении этих мест с давних времён.
По письменным источникам известна с XVI века как деревня в Речицком повете Минского воеводства Великого княжества Литовского.
Базилиан (Василий) Дмитриевич (ок. 1520 — ?), первый известный в ВКЛ представитель рода Юдицких, получил от Сигизмунда II Августа имения Свержень, Журавичи и Болотня в Речицком повете. Его сын Александр, подсудок речицкий, после активного участия в Ливонской войне против Московского государства расширил владения за счет новых пожалованных земель от Стефана Батория в 1589 году, на которых заложил имения Юдичи и Кривка.
Владельцем имения Юдичи в 1-й половине XVIII века был Антоний Казимир Юдицкий (ок. 1670—1729) — поручик войска ВКЛ с 1688, речицкий хоружий с 1690, подкоморий c 1699 и маршалок с 1701.
После 1-го раздела Речи Посполитой (1772 год) в составе Российской империи. Владение Ефима Михайловича Юдицкого, в 1777 году — 210 крестьян, 2 еврея.
По ревизии 1858 года владение помещика Д. П. Турченинова. С 1880 года действовал хлебозапасный магазин. Согласно переписи 1897 года действовали ветряная мельница, трактир, школа грамоты, в Довской волости Рогачёвского уезда Могилёвской губернии.
В 1909 году сельскому обществу (92 двора, 688 жителей) принадлежало 1108 десятин земли. Деревня относилась к приходу Сверженской церкви (местечко Свержень). В 1917 году открыта школа, которая размещалась в наёмном крестьянском доме.
В ходе программы коллективизации сельского хозяйства в 1931 году жители объединились в колхоз.
Во время Великой Отечественной войны действовала подпольная патриотическая группа (руководитель С. С. Троцкая). Подпольщики передали партизанам 7 винтовок, 1 автомат, 2 ящика гранат и 2 ящика патронов. В 1943 году каратели сожгли 8 дворов. 34 жителя не вернулись с фронтов.
Согласно переписи 1959 года 423 жителя. В составе экспериментальной базы «Довск» (центр — деревня Довск). Располагались 9-летняя школа, библиотека, клуб, отделение связи.

## Население
- 1777 год — 210 крестьян, 2 еврея
- 1850 год — 67 дворов 368 жителей
- 1897 год — 103 двора, 600 жителей (согласно переписи)
- 1909 год — 688 жителей
- 1959 год — 423 жителя (согласно переписи)
- 2004 год — 78 хозяйств, 163 жителя]
- 2019 год — 50 хозяйств, 99 жителей[7]